# 哈佐拉斯普
哈佐拉斯普，又按俄语名译为哈扎拉斯普（羅馬化：Khazarasp），是一座位於咸海南岸的烏茲別克斯坦城市，行政上由花拉子模州管轄。

## 历史
在中世紀時這里是重要貿易中心，也是多次戰役的戰場，後被蒙古軍摧毀。
該城後來重建，並在希瓦汗國時代成為王子駐地，在1873年俄羅斯帝國遠征希瓦汗國時被佔領，後保留至現在成為烏茲別克斯坦一部分。
在2008年1月該市被聯合國教科文組織登記為世界文化遺產。